# Ludwik XVII
Ludwik XVII, właściwie: Louis Charles de France (ur. 27 marca 1785, zm. 8 czerwca 1795) – książę Normandii, syn Ludwika XVI i Marii Antoniny. Dziedzic Korony Królestwa Francji i Nawarry (tzw. król z prawa od 21 stycznia 1793 do 8 czerwca 1795). Jego starszym rodzeństwem byli: Maria Teresa Charlotta i Ludwik Józef, a młodszą siostrą Zofia Helena Beatrycze.
Pojęcie „króla z prawa” wywodzi się z koncepcji praw fundamentalnych monarchii francuskiej – że korona Francji jest niedysponowalna – dlatego następca tronu staje się królem automatycznie, natychmiast po śmierci swojego poprzednika. Król / następca tronu Francji nie może abdykować lub odmówić przyjęcia korony. Wszelkie czynności i uroczystości urzędowe lub religijne (np. namaszczenie i koronacja w katedrze w Reims) są tylko potwierdzeniem wcześniej zaistniałego faktu. Po śmierci Ludwika XVI jego jedyny syn Ludwik Karol był naturalnym następcą tronu, jako Ludwik XVII (król Francji) i Ludwik VI (król Nawarry).
Urodził się wpół do ósmej rano w wielkanocną niedzielę 27 marca 1785. Od urodzenia do 1789 znany jako Louis-Charles, książę Normandii. W latach 1789–1791 jako Louis-Charles, delfin Viennois. W latach 1791–1793 jako Louis-Charles, Prince Royal Francji. Wrogowie Marii Antoniny zarzucali jej, że ojcem chłopca jest hrabia Axel Fersen. W 1792 w czasie Wielkiej Rewolucji Francuskiej, razem z rodziną został uwięziony w twierdzy Temple, w Paryżu. Oboje jego rodzice oraz ciotka – Madame Elisabeth zostali zgilotynowani, a on odseparowany od starszej siostry, został oddany na wychowanie szewcowi-pijakowi Antoniemu Simonowi i jego żonie. Rewolucjoniści nie chcieli przyjąć żadnej z ofert monarchistów i wypuścić go. Chłopiec pozostał sam w swojej celi, piętro niżej od celi swojej siostry.
Zmarł w 1795 w wieku 10 lat, w niewyjaśnionych okolicznościach. Według wersji oficjalnej przyczyną była gruźlica. Powstało wiele teorii na temat jego śmierci. Podobno miał nie umrzeć śmiercią naturalną, lecz zostać zgładzony jako zagrożenie dla przyszłych panujących. Podobno udało mu się uciec z Temple, a na gruźlicę zmarł chłopiec, którego podstawiono zamiast Ludwika XVII. Po 1795 zgłaszało się kilku samozwańczych pretendentów. Nie wiadomo co stało się z ciałem zmarłego. Prawdopodobnie pochowano go na cmentarzu koło kościoła Sainte Marguerite w Paryżu – do dziś w kościele znajduje się tablica upamiętniająca pochowane tam ofiary rewolucji, w tym dziecko z Temple.
Po jego śmierci imię Ludwik XVII nadano księciu Enghien z młodszej linii Burbonów.

## Serce

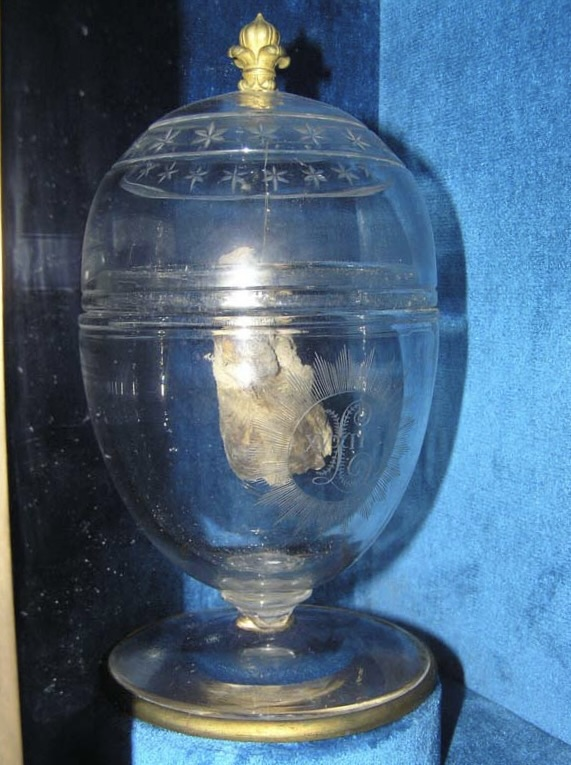
Serce Ludwika XVII przechowywane w bazylice Saint Denis

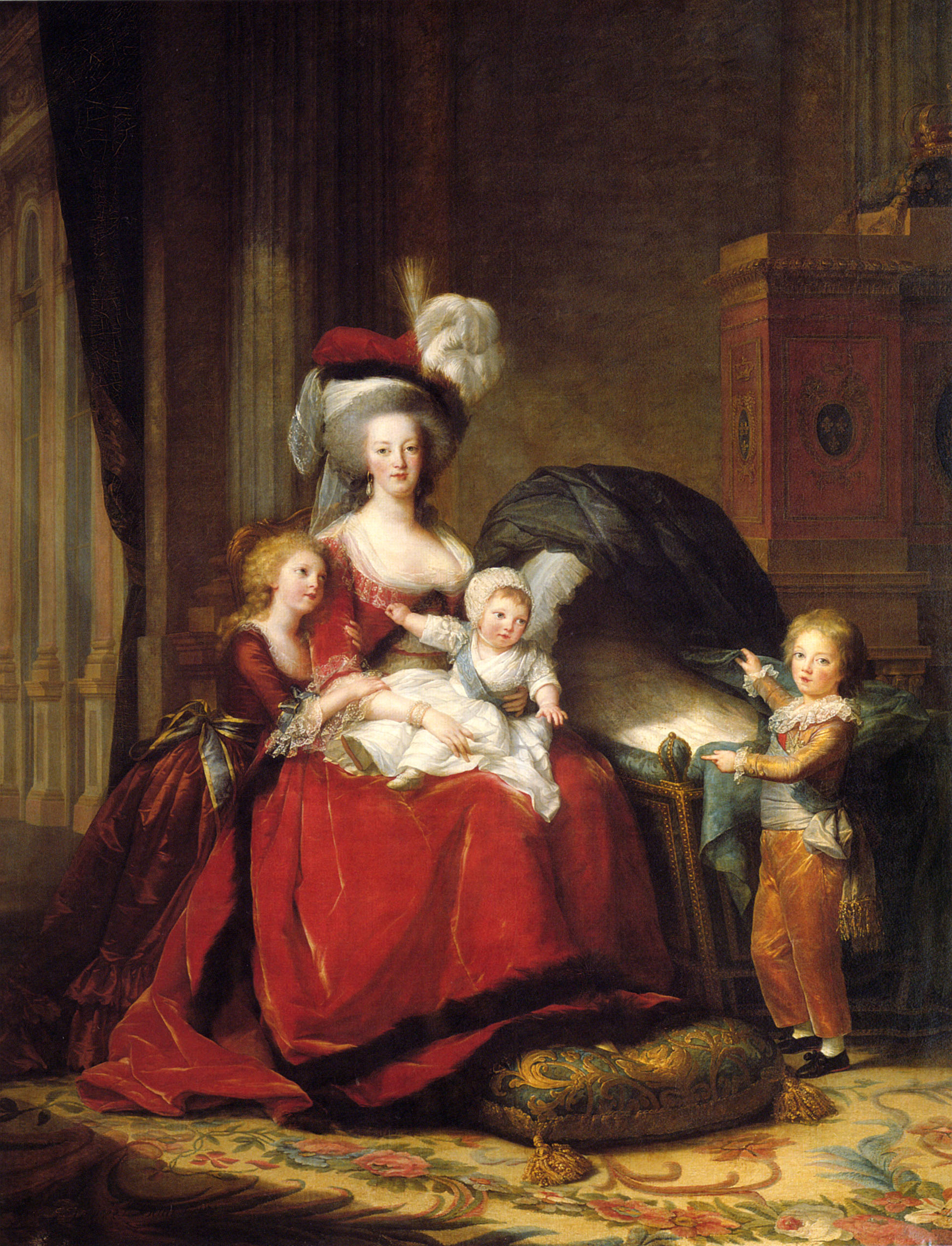
Maria Antonina z dziećmi; Ludwik XVII siedzi na kolanach matki (Élisabeth Vigée-Lebrun)

Po śmierci Ludwika XVII, w Temple została przeprowadzona sekcja zwłok. Przeprowadził ją Philippe-Jean Pelletan, który był wstrząśnięty, że chłopiec w chwili śmierci był niezwykle chudy i kościsty z niedożywienia, a na jego ciele znajdowały się ślady po maltretowaniu – blizny po chłoście pokrywały jego tułów z przodu i tyłu, oraz ramiona, nogi i stopy. Doktor Pelletan podczas sekcji, postępując zgodnie z tradycją zachowywania królewskich serc, wyjął serce chłopca i przemycił na zewnątrz. Ciało Ludwika XVII zostało zasypane w zbiorowej mogile, ale jego serce ocalało. Pelletan próbował zwrócić je Ludwikowi XVIII i Karolowi X, ale żaden z nich nie wierzył, że to rzeczywiście serce ich bratanka. Nie wiadomo, czy Pelletan zgłosił się do siostry zmarłego – Marii Teresy, księżnej Angoulême.
Serce zostało wykradzione przez jednego ze studentów Pelletana, który na łożu śmierci przyznał się do kradzieży i poprosił żonę o zwrot serca Pelletanowi. Wdowa zamiast tego wysłała serce do arcybiskupa Paryża i zostało ono u niego aż do rewolucji lipcowej w 1830. Przez jakiś czas znajdowało się w Hiszpanii. Przed 1975 było przechowywane w kryształowej wazie w kaplicy królewskiej w bazylice Saint-Denis – miejscu pochówku królów Francji i obojga rodziców Ludwika XVII.
Philippe Delorme poddał serce badaniom DNA razem z próbkami z kości Karla Wilhelma Naundorffa, jednego z najsłynniejszych samozwańczych pretendentów. W 2000 Ernst Brinkmann z Uniwersytetu w Münster i belgijski genetyk profesor Jean-Jacques Cassiman z Katholieke Universiteit w Leuven, porównali DNA z rzekomego serca Ludwika XVII z DNA z włosa Marii Antoniny, jej dwóch sióstr Marii Joanny Gabrieli i Marii Józefy, jej matki Marii Teresy oraz DNA dwóch żyjących bezpośrednich potomków Marii Teresy – królowej Anny Rumuńskiej i jej brata Andrzeja Burbon-Parmeńskiego. Testy dowiodły, że serce naprawdę należało do Ludwika XVII, a Naundorff nie był delfinem.
8 czerwca 2004 serce zostało pochowane w bazylice Saint-Denis.